# التعليم في هولندا
يتميز نظام التعليم في هولندا بتقسيمه ليُلبي احتياجات وخلفيات الطلاب المختلفة. يتوزع التعليم على مدارس مخصصة لمراحل عمرية معينة، مع وجود مسارات موجهة لمستويات تعليمية متعددة. تُصنّف المدارس في هولندا إلى مدارس عامة، ومدارس خاصة ذات توجه ديني، ومدارس خاصة عامة تتمتع بطابع محايد، مع وجود نسبة قليلة من المدارس الخاصة. يُستخدم في النظام التعليمي الهولندي مقياس درجات يتراوح بين 1، الذي يُعتبر ضعيفًا جدًا، و10، الذي يُعد تقديرًا ممتازًا.
يُصنّف البرنامج الدولي لتقييم الطلبة (PISA)، الذي تُشرف عليه منظمة التعاون الاقتصادي والتنمية (OECD)، نظام التعليم في هولندا في المرتبة 16 عالميًا اعتبارًا من عام 2018. رغم هذا التصنيف، فقد تراجع ترتيب هولندا التعليمي مقارنة بالدول الأخرى منذ عام 2006، وأصبح الآن أعلى بقليل من المتوسط العالمي. يحذر مفتشو المدارس من انخفاض معايير القراءة بين أطفال المرحلة الابتدائية مقارنة بما كانت عليه قبل 20 عامًا، مما أدى إلى تراجع هولندا في التصنيفات الدولية. ينعكس هذا التراجع أيضًا في مهارات الكتابة والقراءة، وكذلك في مجالات الرياضيات والعلوم.
تعاني هولندا من نقص مستمر في أعداد المعلمين، مع قلة التحاق معلمين جدد بالقطاع. وأظهرت معايير OECD انخفاضًا في الأداء المتوسط لطلاب هولندا البالغين 15 عامًا في مجالي العلوم والرياضيات، بالإضافة إلى ارتفاع كبير في نسبة الطلاب ذوي الأداء المنخفض في القراءة والرياضيات والعلوم. كما لوحظ انخفاض في نسبة الطلاب الذين حققوا أداءً متميزًا في الرياضيات والعلوم.

## نظرة عامة
تُنسّق وزارة التعليم والثقافة والعلوم الهولندية السياسة التعليمية بالتعاون مع الحكومات البلدية. يبدأ التعليم الإلزامي في هولندا في سن الخامسة، على الرغم من أن معظم المدارس تقبل الأطفال ابتداءً من سن الرابعة. اعتبارًا من سن السادسة عشرة، يُفرض تعليم إلزامي جزئي، حيث يُطلب من الطلاب حضور نوع من التعليم لمدة لا تقل عن يومين في الأسبوع. ينتهي التعليم الإلزامي عند بلوغ الطالب سن الثامنة عشرة أو عند حصوله على دبلوم من مستوى VWO أو HAVO أو MBO-2.
تنقسم المدارس في هولندا إلى مدارس عامة، ومدارس خاصة دينية، ومدارس خاصة عامة (محايدة)، وجميعها تمول من الحكومة بشرط استيفاء معايير معينة. رغم أن هذه المدارس مجانية رسميًا، إلا أنها قد تطلب مساهمة من الأهل تُعرف باسم «ouderbijdrage». بينما تعتمد المدارس الخاصة على التمويل الذاتي، إلا أنها نادرة جدًا في هولندا، حتى أن أفراد العائلة المالكة عادة ما يلتحقون بمدارس عامة أو خاصة عامة. تُدار المدارس العامة من قبل الحكومات المحلية، بينما تدير المدارس الخاصة مجالس إدارة تكون غالبًا مبنية على أساس ديني. أما المدارس الخاصة العامة، فهي تلك التي تقوم على مبدأ المساواة بين الأديان. هذه الفروق في أنواع المدارس موجودة في جميع مستويات التعليم في البلاد.
نتيجة لذلك، يمكن أن توجد في هولندا مدارس ابتدائية، ثانوية، وحتى جامعات ذات توجهات دينية مختلفة، مثل الكاثوليكية، البروتستانتية، اليهودية، والإسلامية. رغم إمكانية رفض المدارس الخاصة طلبات التحاق الطلاب إذا كان آباؤهم أو أولياؤهم لا يتفقون مع فلسفة المدرسة التعليمية، إلا أن ذلك نادر الحدوث. في الواقع، الفروق بين المدارس الخاصة والعامة بسيطة، باستثناء المناطق الدينية التقليدية في «الحزام الإنجيلي» الهولندي. جميع أنواع المدارس، سواء كانت عامة أو خاصة أو خاصة عامة، تخضع لإشراف هيئة حكومية تُعرف باسم «تفتيش التعليم»، التي يمكنها مطالبة المدارس بتحسين سياستها التعليمية وجودتها تحت طائلة الإغلاق.
في المدارس الابتدائية والثانوية، يُقيم فريق من المعلمين تقدم الطلاب سنويًا ويقررون ما إذا كان الطالب قد أحرز تقدمًا كافيًا للانتقال إلى الصف التالي. إذا لم يحدث ذلك، قد يُجبر الطالب على إعادة السنة، وهو ما يُعرف بعبارة «blijven zitten» التي تعني حرفيًا «البقاء جالسًا». رغم أن إعادة السنة يمكن أن تؤثر بعمق على حياة الطالب الاجتماعية وتطيل فترة بقائه في النظام التعليمي، فإنها شائعة جدًا، حتى في المسارات الأكاديمية الأكثر تقدمًا مثل «الجيمنازيوم». تميل بعض المدارس إلى اتباع هذا الخيار أكثر من غيرها، بينما تُقدم مدارس أخرى بدائل مثل التعليم العلاجي والإرشاد، أو تحويل الطالب إلى مسار تعليمي مختلف، مثل الانتقال من HAVO إلى VMBO. كما أن إعادة السنة شائعة أيضًا في المدارس الابتدائية. بالنسبة للأطفال الموهوبين، قد يُسمح لهم بتخطي سنة دراسية كاملة، ولكن هذا نادرًا ما يحدث ويقتصر عادةً على المدارس الابتدائية.

## مرحلة التعليم الابتدائي
بين سن الرابعة والثانية عشرة، يلتحق الأطفال بالمدرسة الابتدائية في هولندا، والتي تتألف من ثمانية صفوف تُسمى «مجموعات» من المجموعة 1 إلى المجموعة 8. رغم أن الحضور المدرسي يصبح إلزاميًا ابتداءً من المجموعة 2 (في سن الخامسة)، فإن معظم الأطفال يبدأون المدرسة في سن الرابعة في المجموعة 1. كانت المجموعتان 1 و2 تُدرسان سابقًا في مؤسسة منفصلة تشبه رياض الأطفال، لكنهما اندمجا مع المدارس الابتدائية في عام 1985، مع بقاء رياض الأطفال متاحة للأطفال دون سن الخامسة.
ابتداءً من المجموعة 3، يتعلم الأطفال القراءة والكتابة والعمليات الحسابية. كما تُدرّس اللغة الإنجليزية في معظم المدارس في المجموعتين 7 و8، لكن بعض المدارس تبدأ بتدريسها في وقت مبكر يصل إلى المجموعة 1. في المجموعة 8، تُجري غالبية المدارس «اختبار Cito النهائي للتعليم الابتدائي»، الذي طوره المعهد المركزي لتطوير الاختبارات، ويهدف إلى تقديم توصية بنوع التعليم الثانوي الأنسب للطالب. رغم أهمية هذا الاختبار في السنوات الأخيرة، إلا أن توصية معلم المجموعة 8 بالإضافة إلى رأي الطالب وأسرته تظل العوامل الحاسمة في تحديد نوع التعليم الثانوي المناسب.
اختبار Cito ليس إلزاميًا؛ إذ تُجري بعض المدارس بدلًا منه اختبارات أخرى، مثل «اختبار الذكاء الهولندي لمستوى التعليم» (NIO-toets) أو «الاختبار النهائي للمدرسة».
تتبنى العديد من المدارس الابتدائية في هولندا فلسفات تعليمية معينة، مثل طريقة مونتيسوري، أو خطة بيستالوتزي، أو خطة دالتون، أو خطة ينا، أو طريقة فرينيه. رغم أن معظم هذه المدارس هي مدارس عامة، إلا أن هناك مدارس خاصة تعتمد أيضًا على إحدى هذه الفلسفات التعليمية.

## مرحلة التعليم الثانوي
بعد إتمام التعليم الابتدائي، يلتحق الأطفال في هولندا بالمدرسة الثانوية عادةً في سن 12 عامًا. يُحدد نوع التعليم الثانوي الذي سيلتحق به الطالب بناءً على نصيحة المدرسة الابتدائية ونتائج اختبار Cito. يختار الطالب وأولياء أمره بين ثلاثة مسارات: التعليم المهني التحضيري الثانوي (VMBO)، التعليم الثانوي العام التحضيري العالي (HAVO)، أو التعليم التحضيري العلمي (VWO). في الحالات التي يكون فيها من غير الواضح أي نوع من التعليم يناسب الطالب بشكل أفضل، أو إذا أصر الوالدان على أن طفلهم قادر على مستوى تعليمي أعلى من التوصية، يمكن أن يمر الطالب بسنة توجيهية تجمع بين مستويات VMBO/HAVO أو HAVO/VWO لتحديد الأنسب.
في بعض المدارس، لا يمكن للطلاب الالتحاق بـHAVO في السنة الأولى مباشرة، بل يتعين عليهم بدء الدراسة في سنة انتقالية تجمع بين مستويين تعليميين. بعد مرور عام أو عامين، يتم توجيه الطالب إلى المنهج التعليمي المناسب للمستوى الأكثر ملاءمة له. قد تقدم المدرسة الثانوية مستوى واحدًا أو أكثر من مستويات التعليم (VMBO، HAVO، VWO) في موقع واحد أو مواقع متعددة. نتيجة للتركيز على الكفاءة المالية، أصبحت العديد من المدارس أكثر مركزية، حيث توفر مدارس كبيرة التعليم في جميع أو معظم المستويات التعليمية في مكان واحد.